# Hide (nhạc sĩ)
Hideto Matsumoto (松本 秀人 (Tùng Bản Tú Nhân) Matsumoto Hideto, 13 tháng 12 năm 1964 - 2 tháng 5 năm 1998), là một nhạc sĩ, nghệ sĩ Visual Kei/J-Rock Nhật Bản nổi tiếng. Thường được gọi bởi nghệ danh hide (phát âm theo tiếng Nhật /hee.day/, viết hoa toàn bộ khi hoạt động trong nhóm X Japan, viết thường toàn bộ khi hoạt động solo), anh được biết đến rộng rãi khi là lead guitar cho ban nhạc heavy metal Nhật Bản nổi tiếng X Japan từ năm 1987 đến năm 1997. Ngoài ra, hide cũng là một nhạc sĩ solo thành công, đồng thời là người đồng sáng lập ra ban nhạc Mỹ Zilch, và cũng là người thành lập và quản lý ban nhạc hide with Spread Beaver.

## Tiểu sử

### Thời kì đầu (1964 – 1984)
Hideto Matsumoto chào đời tại bệnh viện St Joseph's, Midorigaoka, Yokosuka ngày 13/12/1964.
Ngày mùng 1 tháng 4 năm 1968 cậu bắt đầu đi học mẫu giáo và học tiếng Anh trong 3 năm, rồi thi đậu vào trường Trung học Cơ Sở Yokosuka Tokiwa. 
Hide bắt đầu say mê rock and roll từ năm 1979 khi cậu được nghe ca khúc Alive! của Kiss tại nhà một người bạn (ban nhạc Kiss sau này đã có ảnh hưởng rất lớn tới sự nghiệp âm nhạc của hide). Năm đó, bà hide mua tặng cậu cây guitar điện mang nhãn hiệu Gibson Les Paul Deluxe. Hide được các bạn học dặt cho nickname "Gibson" vì lúc nào cũng thấy cậu với chiếc guitar và chơi các ca khúc của Kiss.
Ngày 11 tháng 3 năm 1980, hide tốt nghiệp trường Tokiwa và đến học tại trường Trung học Phổ thông Zushi Kaisei (Zushi, Kanagawa). Ở đó anh được học Kendo và tham gia một ban nhạc kèn đồng trong trường. Ban đầu hide muốn học trumpet nhưng sau đó lại đăng ký vào một lớp clarinet. Anh sớm rời khỏi ban nhạc đó và tập trung vào việc luyện tập guitar.
Năm 1981, anh thành lập ban nhạc riêng Saver Tiger, vừa là guitarist, vừa sáng tác ca khúc. Sau một năm thành lập, ban nhạc bắt đầu biểu diễn trong các live house tại Yokosuka như Rock Night. Mặc dù rất được hâm mộ tại thị trấn quê hương Yokosuka, Saver Tiger vẫn có nhiều lần thay đổi thành viên. Chán nản và cho rằng mình chắc chắn sẽ không thể thành công trong sự nghiệp âm nhạc nên hide có ý đình trở thành nhà tạo mốt tóc.
Tháng 4 năm 1983 anh bắt đầu học khóa thẩm mỹ và thời trang tại Hollywood Beauty Salon, (nay là Roppongi Hills) và xuất sắc tốt nghiệp năm 1984. Vài năm sau, anh vượt qua kì thi quốc gia và được cấp giấy phép bác sĩ thẩm mỹ. Tháng 7 năm 1985 Saver Tiger phát hành băng tiếng "Saver Tiger". Tháng 11 họ tham gia vào album tổng hợp Heavy Metal Force III, trong đó có cả sự góp mặt của X Japan.
Năm 1986 Saver Tiger đổi tên thành Yokosuka Saver Tiger để tránh bị nhầm với một ban nhạc Saber Tiger đến từ Sapporo (trong tiếng Nhật không có chữ v và được thay thế bằng chữ b khi phát âm). Lần đầu ban nhạc xuất hiện với tên mới là trong album tổng hợp "Devil Must Be Driven out with Devil". Sau đó họ tiếp tục biểu diễn tại các live house và hộp đêm như Meguro Rokumeikan, Omiya freaks, và Meguro Live Station.
Sau này, cái tên hide đã được biết đến và hâm mộ trên toàn thế giới.

### X Japan (1987–1997)
hide tham gia ban nhạc X Japan (khi đó còn gọi là X) năm 1987.
Đối với X, hide có một vị trí đặc biệt. Anh là người đồng nghiệp của ban nhạc ngay từ khi họ mới khởi nghiệp và luôn giúp đỡ X khi họ trong thời kì khủng hoảng thành viên.
Một thời gian ngắn sau khi Yokosuka Saver Tiger tan rã, hide đã nói chuyện điện thoại với người đứng đầu ban nhạc X Yoshiki lúc ấy đang rất muốn vực dậy ban nhạc sau sự ra đi của hai thành viên Jun và Hikaru. Và cuối cùng, năm 1987, hide gia nhập X Japan theo lời mời của Yoshiki. Với những thành viên của X: Yoshiki, Toshi, Pata, Taiji và sau này là Heath, hide dường như đã tìm thấy cho mình những người bạn thực sự.
hide chơi nhạc cùng X ở vị trí lead guitar trong 10 năm liên tục cho đến khi ban nhạc tan rã, và anh cũng tham gia soạn một số ca khúc cho X bao gồm cả những tác phẩm nổi tiếng nhất như "Celebration", "Joker", single "Scars", Love Replica, và Sadistic Desire. Dù tham gia vào muộn và không giữ vai trò chủ chốt như đối với ban nhạc Saver Tiger trước kia, nhưng hide đã nhanh chóng trở nên nổi bật trong X Japan không thua kém gì Yoshiki hay Toshi bởi phong cách thời trang mới lạ thể hiện sự hiểu biết, con mắt thẩm mĩ cũng như cá tính của anh.
hide đã cùng các thành viên trong ban nhạc, Yoshiki, Toshi, Pata, và Heath (Taiji chơi bass cho đến năm 1992) phát hành rất nhiều album đặc sắc như Blue Blood, Jealousy, và Dahlia cùng một loạt các single rất được hâm mộ như "Kurenai," "Tears," "Forever Love" và "Art of Life".
Ngay sau khi phát hành video Art of Life 1993.12.31 Tokyo Dome và Dahlia Tour Final 1996 các thành viên X Japan đã có những gián đoạn và hoạt động riêng rẽ với việc bắt đầu sự nghiệp solo của mỗi người. Nhưng hide chưa bao giờ và cũng không bao giờ từ bỏ X.

### Sự nghiệp Solo (1993–1998)
hide cho ra đời khá nhiều solo singles.
Album đầu tiên của anh, Hide Your Face, được phát hành năm 1994, trong đó hide vừa hát và vừa chơi guitar (gồm cả guitar bass). Bìa của album là hình một chiếc mặt nạ đặc biệt do H. R. Giger thiết kế (đã được trưng bày tại bảo tàng hide). hide giữ bí mật việc biểu diễn cùng một ban nhạc trong tour hide Our Psychommunity của mình. Hai năm sau, anh thu âm album thứ hai, Psyence (và tiếp đó là "Tune up" - remix album). Đây được coi là album hay nhất, gây chú ý bởi sự đa dang trong phong cách âm nhạc của hide. Sau đó, anh bắt đầu Psyence a Go Go Tour, đồng thời với việc quay trở lại ban nhạc.
Ngoài ra, năm 1993 hide còn tham gia một vai diễn xuất hiện 43 phút trong phim Seth et Holth (do Tạp chí Fool's Mate sản xuất) cùng j-rocker Tusk. Bộ phim là sự hòa trộn giữa câu chuyện trong Kinh Thánh về Adam và Eva, Egyptian Mythology, goth Visual Kei, với nhịp sống hối hả cuồng nhiệt của xã hội hiện đại. Anh cũng tạo ra cho mình một hãng đĩa riêng.
Năm 1988 hide (cùng các thành viên khác của X) xuất hiện trong một bộ phim Mỹ Tokyo Pop, diễn viên chính là Carrie Hamilton (con gái của Carol Burnett). Họ vào vai một ban nhạc tên Hiro, dưới sự quản lý của nhạc sĩ rock Diamond Yukai.
Năm 1996, hide cho ra mắt Zilch - một dự án được anh ấp ủ trong suốt thời gian ở Los Angles cùng một vài người bạn mà anh gặp ở đây. Hide vừa viết lời ca khúc, vừa chơi guitar và hát hợp xướng cho Zilch. Với những âm thanh industrial (âm thanh điện tử) và những bản nhạc dùng lời tiếng Anh là chủ yếu, hide hướng sự tập trung của mình vào những fan nước ngoài và đã thực sự thành công bởi Zilch sau khi phát hành album – 3.2.1. – và một album remix, BastardEYES – có sự tham gia của các nghệ sĩ Praga Khan, Charlie Clouser, Pitchshifter, và Chris Vrenna - đã đem lại cho anh một lượng fan nước ngoài đông đảo. Một trong những ca khúc của họ cũng được chính thức phát hành ở phương Tây và là một phần soundtrack cho Heavy Metal 2000. hide còn muốn đưa Zilch trở thành tên tuổi nổi tiếng ở khu vực Bắc Mĩ, tuy nhiên kế hoạch này không bao giờ thành hiện thực...
Cũng trong khoảng thời gian đó, hide thành lập một ban nhạc mới với các nhạc sĩ mà anh đã có nhiều dịp cùng biểu diễn trong thời gian phát hành album đầu tiên Hide Your Face, Kiyoshi, Ran và Kaz. Anh gọi họ là Spread Beaver, và đặt tên ban nhạc là hide with Spread Beaver, trong đó hide giữ vai trò sáng tác, hát, và chơi sutf guitar. Tháng 2/1998 hide giới thiệu single "Rocket Dive". Và hide with Spread Beaver bắt đầu thu album đầu tiên: Ja, Zoo. Nhưng giữa thời gian thu âm, ngày mùng 2 tháng 5 năm 1998, hide đột ngột qua đời. Cái chết của anh thực sự trở thành một bi kịch lớn. Các thành viên còn lại của ban nhạc vẫn tiếp tục thu album với giọng mẫu của hide và sự giúp đỡ của em trai anh, Hiroshi Masumoto. Sau đó họ bắt đầu heartfelt tour với sự biểu diễn của các thành viên còn lại cùng những video biểu diễn của hide trước kia được chiếu trên một mà hình lớn. Vé đã được bán hết trong tất cả các đêm của Tuor diễn.

### Đời tư và bi kịch của cái chết

#### Đời tư
Không có nhiều thông tin lắm về đời tư của hide.
Anh dường như có một gia đình bình dị và hạnh phúc. Cha mẹ hide sở hữu một quán bar nhỏ và bản thân anh cũng có một cửa hàng mang tên Lemoned. Cũng giống như cửa hàng Zepet Store - một nơi chuyên bán và thiết kế quần áo ở Hayajuku, Lemoned là điểm đến của nhiều nghệ sĩ, là nơi đưa ra cho bạn sự định hướng về thẩm mĩ và cũng bán những bộ quần áo đặc biệt được thiết kế dành riêng cho mỗi người. Phía trên cửa hàng của hide là một tiệm cắt tóc còn lưu lại của bà anh, người cũng từng là thợ cắt tóc. Nói về điều này, có thể nhiều đặc điểm trong phong cách và con mắt thẩm mỹ của hide về thời trang và mẫu tóc đã được thừa hường từ bà anh.
Em trai hide vừa làm lái xe, kiêm đầu bếp cho anh. Hide đã nói về mình là một kẻ lười làm việc và học hành, và cũng chẳng ưa thể thao, nhưnng anh lại rất thích xem đấu vật trên ti vi.
Người ta còn đồn rằng hide đã kết hôn năm 22 tuổi và li dị hai năm sau đó sau ngày sinh nhật của con trai anh. Vì hide không thích đề cập nhiều đến vấn đến này nên cũng không ai biết nhiều thông tin xung quanh nó.
hide còn tham gia sáng lập rất nhiều tổ chức từ thiện, và là một tình nguyện viên hiến máu và tủy sống nhân đạo. Trong bức thư "Make a Wish Foundation", một cô gái mồ côi đang mắc bệnh nặng phải ở trong bệnh viện gửi tới hide nói ước mơ cuối cùng của cô là được gặp anh. Hide đã đến bệnh viện để thăm cô gái đó. Không lâu sau, cô gái bắt đầu có dấu hiệu bình phục sức khỏe. Anh còn đưa cô đến hậu trường, nơi X Japan đang biểu diễn, tặng cô một cây guitar, và sớm trở thành người bạn thân thiết của cô.

#### Cái chết
Hide mất ngày 2/5/1998.
Một người bạn đã đưa anh về sau một đêm uống rượu say, nhưng một tiếng sau khi cô quay trở lại để kiểm tra thì hide đã không còn ở trong phòng. Khi phát hiện ra thì anh đang ở tình trạng bị thắt cổ bằng một mảnh khăn bông buộc chặt vào cánh cửa trong phòng tắm. Hide đã không còn thở khi xe cứu thương đến và sau đó mất tại bệnh viện lúc 8 giờ 52 phút sáng ngày mùng 2 tháng 5 năm 1998, khi mới ở tuổi 33.
Mặc dù cảnh sát đã kết luận đây là một vụ tự tử, nhưng bạn bè và các fan của hide vẫn có rất nhiều ý kiến về nguyên nhân cái chết của anh.
Một vụ ám sát, một vụ tử tử, hay một tai nạn?
Gia đình hide và một số fan khác luôn cho rằng anh không có lý do gì đề tự sát. Hide đang ở đỉnh cao của thành công. Anh còn biết bao dự đinh lớn lao đang ấp ủ, đặc biệt là dự án khôi phục lại X. Thời gian đó hide và Yoshiki đang tích cực tìm kiếm một ca sĩ thay thế Toshi cho một X Japan mới.
Một vài người cho rằng đó là một tai nạn, và giải thích nguyên nhân là do hide đã quá say, và vì anh thường thích biểu diễn những trò nguy hiểm để hù dọa mọi người, chứ hoàn toàn không có ý định tự sát. Họ tin vào cách giải thích của Taiji.
Trong tự truyện của mình, X no Sei to Shi: Uchuu wo Kaeru Tomo e,
Taiji kể lại, sau mỗi buổi biểu diễn, các thành viên trong ban nhạc thường buộc khăn tăm quanh vai và cổ để thư giãn. Anh cho rằng có thể hide đã buộc chiếc khăn tắm đó theo thói quen, sau đó rất có thể anh đã bị ngã vào cánh cửa và không còn dủ tỉnh táo để tự cứu thoát mình.
Giả thuyết này có thể làm thỏa mãn một số fan, nhưng vẫn có nhiều người khác cho rằng đó là một cái chết có chủ định.
Họ không muốn tin hide lại chết vì một tai nạn. Những fan này lý giải X tan rã là một cú sốc quá lớn đến với hide. Anh luôn nói "X Japan chính là cuộc sống của tôi" nên sau khi X không còn nữa "mọi thứ xung quanh tôi dường như thật vô nghĩa", hide nói, và bắt đầu chìm vào những cơn say thường xuyên, như một thói quen và không thể kiểm soát nổi mình. Họ cho rằng hide đã cảm thấy quá mệt mỏi, căng thẳng đến nỗi muốn tự kết thúc cuộc sống của mình.
Cũng trong X no Sei to Shi: Uchuu wo Kaeru Tomoe, Taiji đã nói hide thường hay mất tự chủ khi uống rượu. Khi say anh trở nên kích động, liều lĩnh và như muốn đánh lại cả thế giới. Tuy thế mỗi sáng thức dậy hide không thể nhớ được những gì mình đã làm. Anh chỉ tỏ ra vô cùng ân hận và xin lỗi mọi người về điều mà anh gây ra ngày hôm trước.
Nhưng tối hôm đó, sau cái đêm 1/5 định mệnh ấy, người ta không bao giờ còn được thấy hide trở dậy và nói lời xinh lỗi như anh vẫn làm...
Một số người bạn của hide còn cho rằng ca khúc "Pink Spider" của anh là điểm bao trước về ý định tự sát. (Đây là ca khúc cuối cùng của hide. Phần ca từ là câu chuyện về một con nhện khát khao muốn có được 1 đôi cánh để có thể bay lượn trên bầu trời xanh đầy tự do, và video của ca khúc, được phát hành trước khi anh mất, có cảnh một người phụ nữ nhảy xuống từ một tòa nhà cao tầng để tự sát.)

#### Tang lễ
Tang lễ của hide được tổ chức tại đền Tsukiji Hongan-ji, Tokyo, ngày mùng 7 tháng 5 năm 1998. Đám tang được chiếu trên đài CNN và nhiều kênh truyền hình khác trên toàn thế giới.
Hơn 70.000 người đã tới dự. Từ ngày mùng 2 đến mùng 7/5, họ ngồi la liệt trên khắp các con đường xung quanh nơi đặt linh cữu của hide. Ngày 3/5 khi Yoshiki có mặt tại nơi đặt quan tài của hide, hàng ngàn người đã gọi tên anh, tên X, và tên hide. Tất cả họ đề khóc và dường như kệt sức. Các đường phố bị tắc nghẽn, cảnh sát đã phải huy động cả tàu thuyền, máy bay trực thăng cùng 100 nhân viên, 170 bảo vệ để ổn định trật tự. Cuối ngày mùng 7, có 26 người bị thương phải nhập viện. Bạn vẫn có thể tìm thấy những thông tin và hình ảnh về lễ tang hôm ấy trong một số cuốn sách còn lưu lại.
Có bốn fan của hide đã tìm cách tự sát cùng với anh. Hai trong số họ, đã chết. Những cái chết này chỉ làm cho mọi việc càng trở nên bi kịch hơn.
Các thành viên còn lại của X Japan biểu diễn ca khúc "Forever Love", đưa tiễn hide về nơi an nghỉ cuối cùng. Đây là lần cuối sáu người họ ở bên nhau, cùng một nơi, ... kể cả hide, và Taiji nhưng sự chia li đã là vĩnh viễn.
Sau đó, Yoshiki đọc một bài điếu văn tại tang lễ. Anh đã khóc và xúc động đến mức gần như không thể giữ được tờ giấy ghi bài điếu văn của mình.
| Bài điếu văn của Yoshiki dịch từ bản tiếng Anh: |
| --- |
| "Tôi thật sự bàng hoàng khi nghe tin về cái chết của hide. Tôi vẫn không sao tin được vào những gì đã xảy ra. Gời đây, cậu ấy như đang nằm ngủ với khuôn mặt tuyệt đẹp. Tôi cô gắng đánh thức hide dậy rất nhiều lần, nhưng cậu ấy vẫn cứ ngủ. Trong năm người chúng tôi, hide là người bình tĩnh và suy nghĩ thấu đáo nhất. Dù tôi là người lãnh đạo ban nhạc, nhưng cậu ấy vẫn luôn giúp tôi đưa ra những lời khuyên tốt nhất khi tôi nóng giận hay xúc động. Tất nhiên với tất cả những áp lực đó, đôi khi hide cũng không tự điều khiển được chính mình. Nhưng trong suốt thời gian khó khăn này, cậu ấy vẫn luôn gọi cho tôi. Chúng tôi nói chuyện về X, về âm nhạc, bạn bè, cuộc sống, fans, về tất cả mọi thứ. Có lúc hide giống như anh trai tôi, nhưng có lúc lại giống như một cậu em nhỏ. Chúng tôi cùng uống, và đôi khi còn đánh nhau. Nhưng ngày hôm sau, cậu ấy đến chỗ tôi và nói: "Yoshiki, hình như tớ đã làm gì đó tối qua? Xin lỗi, tớ chẳng nhớ được gì cả." Nhưng lúc này, cậu ấy chẳng nói gì với tôi nữa...mà chỉ lặng lẽ ngủ. Với tất cả các fan và bè bạn, các bạn hẳn đang rất bối rối. Tôi cũng không biết dùng lời lẽ gì để nói hết được nỗi mất mát to lớn này, nhưng chúng ta phải hiểu và chấp nhận sự thật dù đau đớn. Xin tất cả hãy để hide trong giấc ngủ yên bình...mãi mãi." |

Tro xác hide được thả trôi trên biển tại Los Angeles.

#### Các hoạt động tưởng nhớ hide
Có rất nhiều đĩa hát đã được thu dành tặng hide một năm sau khi anh ra đi. Đầu tiên là album "Spirit" được phát hành ngay sau cái chết của anh.
Album này bao gồm các cac khúc "Scanner" của Luna Sea, "Doubt" của Buck-Tick, bản cover "Genkai haretsu" của Oblivion Dust. Tháng 3 năm 2000, album best of Psychommunit gồm 18 track được phát hành. Một con số lớn các single, tài liệu, và mix album về hide vẫn tiếp tục được bán trên các cửa hàng toàn nước Nhật và một số nơi khác trên thế giới. Năm 2004, một album solo mới của hide, King of Psyborg Rock Star, tổng hợp các bản remix, live recordings, và hide-only versions của X Japan được phát hành.
Mùa hè năm 2000, vào dịp kỉ niệm hai năm ngày mất của hide, Bảo tàng hide đã được mởi cửa tại Yokosuka, nơi trưng bày rất nhiều hiện vật về cuộc đời, cũng như những vật dụng đã trở nên quen thuộc cùng tên tuổi của anh như những cây guitar, các bộ quần áo anh đã mặc khi biểu diễn, các video nhạc. Toàn bộ tòa nhà được thiết kế theo hình dáng một trong những cây guitar của hide. Bào tàng đóng cửa ngày 25 tháng 9 năm 2005 vì vấn đề tài chính.

Tựa đề ca khúc "Genkai Haetsu" là cụm từ do chính hide đặt ra. Nó có nghĩa là "Giới hạn của sự bùng nổ". Ca khúc "Pink Spider" của hide đã giành được giải thưởng "Japanese International Viewer's Choice Award" tại MTV Video Music Awards năm 1998, và được phát hành đĩa ngày 22 tháng 11 năm 2006.
Cái chết của hide là một bi kịch mà cho đến tận hôm nay nỗi đau về nó dường như vẫn còn nguyên vẹn trong trái tim những người yêu quý anh.

## Các ca khúc đã viết
Lúc mới bắt đầu sự nghiệp solo, hide có phong các phối nhạc rất khác với những gì anh thường thể hiện khi biểu diễn cùng X Japan. Ví dụ như ca khúc "Psychommunity" có tới bốn phần cho guitar và phần cắt của toàn bộ nhạc cụ bộ dây. Một ví dụ khác, ca khúc "Blue Sky Complex" có các phần guitar chơi ở cung C, một phần cắt bằng trumpet, và một organ.
Chủ đề một track trong album thứ hai của anh, Psyence là một sự kết hợi của big band/jazz với phần brass chơi từ đầu đến cuối, các ca khúc khác trong album thuộc nhiều thể loại khác nhau như reggae, industrial rock và glam rock, với việc sử dụng rất đa dạng các hiệu ứng của guitar.
Nhạc cụ và các ca khúc ít lấy cảm hứng từ album Ja Zoo, phần biểu diễn của 2 guitar, bass, trống và keyboard đều có vai trò ngang bằng nhau trong hầu hết các bài hát. Ngoài ra Piano và Violin đôi khi cũng xuất hiện.

## Spread Beaver
Bạn nhạc của hide bao gồm các nhạc sĩ sau:
- Kiyoshi Honma (本間清司 Honma Kiyoshi?) – guitar
- Kazuhito "Kaz" Iwaike (岩池一仁 Iwaike Kazuhito) – guitar
- Hiroshi "Chirolyn" Watanabe (渡膕弘 Watanabe Hiroshi) – bass
- Daijiro "D.I.E." Nozawa (乃澤大二郎 Nozawa Daijiro) – keyboards
- Satoshi "Joe" Miyawaki (宮脇知史 Miyawaki Satoshi) – drums
- Kazuhiko "I.N.A." Inada (稲田和彦 Inada Kazuhiko) – percussion, programming

Rhythm guitarist của X Japan Tomoaki "Pata" Ishizuka cũng đã có nhiều lần xuất hiện trong các lần biểu diễn của bạn nhạc.

## Tóm tắt sự nghiệp

### Sự nghiệp solo
Albums
- Hide Your Face (23 tháng 2 năm 1994)
- Psyence (2 tháng 9 năm 1996)
- Ja, Zoo (21 tháng 11 năm 1998)

Singles
- "Eyes Love You" (5 tháng 8 năm 1993)
- "50% & 50%" (5 tháng 8 năm 1993)
- "Dice" (21 tháng 1 năm 1994)
- "Tell Me" (24 tháng 3 năm 1994)
- "Misery" (24 tháng 6 năm 1996)
- "Beauty & Stupid" (12 tháng 8 năm 1996)
- "Hi-Ho"/"Good Bye" (18 tháng 12 năm 1996)
- "Rocket Dive" (28 tháng 1 năm 1998)
- "Pink Spider" (13 tháng 5 năm 1998)
- "Ever Free" (27 tháng 5 năm 1998)
- "Hurry Go Round" (21 tháng 10 năm 1998)
- "Tell Me" (thu âm lại, 19 tháng 1 năm 2000)
- "In Motion" (10 tháng 7 năm 2002)

Live album
- Psyence a Go Go (19 tháng 3 năm 2008)
- Hide Our Psychommunity (23 tháng 4 năm 2008)

T?ng h?p
- Tune Up (21 tháng 6 năm 1997, album remix)
- Tribute Spirits (1 tháng 5 năm 1999, album tưởng nhớ)
- Best: Psychommunity (2 tháng 3 năm 2000)
- Psy Clone (22 tháng 5 năm 2002, album electronic remix)
- Singles - Junk Story (24 tháng 7 năm 2002)
- King of Psyborg Rock Star (28 tháng 4 năm 2004)
- Perfect Single Box (21 tháng 9 năm 2005, gồm 13 single và một DVD)
- Singles + Psyborg Rock iTunes Special!! (6 tháng 2 năm 2008, bản download kĩ thuật số)
- We Love hide ~The Best in The World~ (29 tháng 4 năm 2009)
- "Musical Number" -Rock Musical Pink Spider- (2 tháng 3 năm 2011)
- Spirit (18 tháng 7 năm 2012, gồm 3 album phòng thu)

Video
- Seth et Holth as Seth (29 tháng 9 năm 1993)
- A Souvenir (VHS: 24 tháng 3 năm 1994, DVD: 4 tháng 4 năm 2001, bao gồm A Souvenir + Tell Me)
- Film The Psychommunity Reel.1 (VHS: 21 tháng 10 năm 1994, DVD: 4 tháng 4 năm 2001)
- Film The Psychommunity Reel.2 (VHS: 23 tháng 11 năm 1994, DVD: 4 tháng 4 năm 2001)
- X'mas Present (24 tháng 12 năm 1994)
- Lemoned Collected By hide (22 tháng 5 năm 1996, cùng với ZEPPET STORE, VINYL và trees of Life)
- Ugly Pink Machine File 1 Official Data File [Psyence A Go Go In Tokyo] (VHS: 26 tháng 2 năm 1997, DVD: 18 tháng 10 năm 2000)
- Ugly Pink Machine File 1 Unofficial Data File [Psyence A Go Go 1996] (VHS: 26 tháng 3 năm 1997, DVD: 18 tháng 10 năm 2000)
- Seven Clips (VHS: 21 tháng 6 năm 1997, DVD: 18 tháng 10 năm 2000, bao gồm Seven Clips + Hurry Go Round)
- hide presents Mix Lemoned Jelly (VHS: 21 tháng 8 năm 1997, DVD: 20 tháng 7 năm 2003, hát cùng với nhiều nghệ sĩ khác)
- Top Secret X'mas Present '97 (24 tháng 12 năm 1997)
- His Invincible Deluge Evidence (VHS: 17 tháng 7 năm 1998, DVD: 20 tháng 7 năm 2000)
- A Story 1998 hide Last Works (8 tháng 12 năm 1999)
- Alivest Perfect Stage ?1,000,000 Cuts hide!hide!hide!? (13 tháng 12 năm 2000)
- Seventeen Clips ~Perfect Clips~ (3 tháng 5 năm 2001)
- hide with Spread Beaver Appear!! "1998 Tribal Ja,Zoo" (21 tháng 9 năm 2005)
- Alive! (3 tháng 12 năm 2008)
- We Love hide ~The Clips~ (2 tháng 12 năm 2009)

### Với Saber Tiger/Saver Tiger/Yokosuka Saver Tiger
- Saber Tiger (Tháng 7 năm 1985)
- Heavy Metal Force III (7 tháng 11 năm 1985, "Vampire")
- Devil Must Be Driven out with Devil (1986, "Dead Angle" và "Emergency Express")
- Origin of hide Vol. 1 (21 tháng 2 năm 2001, album tổng hợp)
- Origin of hide Vol. 2 (21 tháng 2 năm 2001, album tổng hợp)
- Origin of hide Vol. 3 (21 tháng 2 năm 2001, VHS)

### Với M*A*S*S
- Dance 2 Noise 004 (21 tháng 1 năm 1993, "Frozen Bug")

### Với Zilch
- 3.2.1. (23 tháng 7 năm 1998)
- Bastard Eyes (7 tháng 7 năm 1999)

### Khác
- Flowers (Issay, 1994, chơi guitar cho "Itoshi no Max")
- 96/69 (Cornelius, 9 tháng 6 năm 1996, bản remix cho "Heavy Metal Thunder")
- Ultra Mix (Shonen Knife, 22 tháng 10 năm 1997, bản remix cho "Tower of the Sun")

## Link tham khảo
1. 1 2 3 4 5 6  "Official fan club biography, 1964–1986". hide-city.com. Bản gốc lưu trữ ngày 10 tháng 5 năm 2007. Truy cập ngày 21 tháng 5 năm 2007.
2. ↑  "Official fan club biography, 1987". hide-city.com. Bản gốc lưu trữ ngày 29 tháng 4 năm 2007. Truy cập ngày 21 tháng 5 năm 2007.
3. ↑  
"The Hide Your Face mask". giger.com. Truy cập ngày 21 tháng 5 năm 2007.
4. ↑  "Heavy Metal 2000 soundtrack information". amazon.com. Truy cập ngày 21 tháng 5 năm 2007.
5. 1 2  
Strauss, Neil (ngày 18 tháng 6 năm 1998). ""The Pop Life: End of a Life, End of an Era"". nytimes.com. Truy cập ngày 21 tháng 5 năm 2007. {{Chú thích web}}: Kiểm tra giá trị ngày tháng trong: |date= (trợ giúp)
6. 1 2  ""Isolated in Their Grief"". asiaweek.com. ngày 22 tháng 5 năm 1998. Bản gốc lưu trữ ngày 14 tháng 2 năm 2006. Truy cập ngày 21 tháng 5 năm 2007. {{Chú thích web}}: Kiểm tra giá trị ngày tháng trong: |date= (trợ giúp); Đã bỏ qua tham số không rõ |authors= (trợ giúp)
7. ↑  
Sawada, Taiji (2000). Uchuu o Kakeru Tomo E: Densetsu no Bando X no Sei to Shi (宇宙を翔ける友へ: 伝說のバンド X の生と死?). Tokyo: Tokuma Shoten. ISBN 978-4198611743.
8. ↑  
""Exercises - Head, Neck, Shoulder, Arms"". pain-clinic.org. Truy cập ngày 19 tháng 9 năm 2007.
9. ↑  
""X no Sei to Shi - Cái chết của hide"". karllion.blogspot.com. Truy cập ngày 28 tháng 8 năm 2010.
10. ↑  "Official fan club biography, 1998". hide-city.com. Bản gốc lưu trữ ngày 23 tháng 8 năm 2007. Truy cập ngày 21 tháng 5 năm 2007.
11. ↑  "Tribute Spirits release information". hide-city.com. Bản gốc lưu trữ ngày 4 tháng 5 năm 2007. Truy cập ngày 21 tháng 5 năm 2007.
12. ↑  
Hide Your Face Photo & Band Score. Doremi Music Publishing. ISBN 4-8108-3853-6.
13. ↑  
Psyence. Doremi Music Publishing. ISBN 4-8108-3969-9.